# Live in Tokyo (Fall Out Boy)
Live in Tokyo è il secondo album dal vivo dei Fall Out Boy, pubblicato il 3 agosto 2013 solo in Giappone dalla Universal Japan.
L'album consiste in due dischi, un DVD e un CD, contenenti la registrazione del concerto della band tenutosi a Tokyo durante il Save Rock and Roll Arena Tour. Il DVD contiene inoltre lunghi spezzoni del backstage del concerto.

## Tracce
Testi e musiche dei Fall Out Boy e di Butch Walker.
1. Thriller
2. This Ain't a Scene, It's an Arms Race
3. Gran Theft Autumn/Where Is Your Boy
4. Dance, Dance
5. I Don't Care
6. My Songs Know What You Did in the Dark (Light Em Up)
7. Beat It